# 一圆一亿
一圆一亿（日语：一円一億，いちえんかずお，1911年5月23日—1987年），高知县人，日本法學家。
1934年，毕业于京都大学法学部。后担任东亚同文书院大学副教授、爱知大学教授。1953年4月在关西学院法学系任教授，1977年退职，任名誉教授。著有《宪法耍论》、《宪法基本问题的研究》、《日本国充法》、《法学》、《宪法和违宪审查》等书。